# دار جوير (فرع العدين)

تعديل مصدري - تعديل

دار جوير محلة تابعة لقرية الاشعاب، التابعة لعزلة بني احمد والثلث بمديرية فرع العدين إحدى مديريات محافظة إب في الجمهورية اليمنية، بلغ تعداد سكانها 134 حسب تعداد اليمن لعام 2004.